# Matthias Veltin
Matthias Veltin né le 1 mars 1961 à Tübingen, est un diplomate allemand qui est ambassadeur au Togo depuis septembre 2019 .

## Biographie
Après avoir obtenu son diplôme d'études secondaires en 1980 à Mönchengladbach et terminé son service civil en 1981, Veltin a commencé des études de philologie à l'Université Eberhard Karls de Tübingen, qu'il a achevées en 1987 avec une maîtrise.

## carrière
En 1988, Veltin a commencé son service préparatoire au service extérieur supérieur et, après l'avoir terminé, a travaillé à l'ambassade en Russie entre 1990 et 1993, puis de 1993 à 1996 en tant que représentant permanent de l'ambassadeur au Togo. Après avoir trouvé un emploi au ministère fédéral des Affaires étrangères entre 1996 et 1999, il a travaillé à l'ambassade de Norvège de 1999 à 2003 et, après son retour en Allemagne, il a été chef de département adjoint au ministère fédéral des Affaires étrangères entre 2003 et 2007. Il a ensuite travaillé à l'ambassade au Nigeria de 2007 à 2012 puis a dirigé le département au ministère fédéral des Affaires étrangères entre 2012 et 2015.
En juillet 2015, Veltin est devenu ambassadeur de la République fédérale d'Allemagne en Guinée, succédant au retraité Hartmut Krausser. Le 10 septembre 2015, il a été reçu par le président de la République de Guinée, Alpha Condé, pour présenter ses lettres de créance.
En septembre 2019, il a rejoint l'ambassade d'Allemagne à Lomé au Togo.

## Prix et reconnaissances
- Commandeur de l’Ordre national du Mérite de la République de Guinée [4].

## liens web
- Lebenslauf. In: Homepage der Botschaft in Lomé/Togo. Abgerufen am 24. Oktober 2019.
- Interview mit Matthias Veltin (Video, 29 Minuten, NRWision, 16. Juni 2021)